# Livistona lorophylla
Livistona lorophylla är en enhjärtbladig växtart som beskrevs av Odoardo Beccari. Livistona lorophylla ingår i släktet Livistona och familjen Arecaceae. Inga underarter finns listade i Catalogue of Life.